# Bagrationovsk
Bagrationovsk (russisk: Багратио́новск; tr. Bagratiónovsk), indtil 1946 kendt som Preussisk Eylau (tysk: Preußisch Eylau; polsk: Pruska Iława; litauisk: Prūsų Ylava), er en by i Rusland. Byen ligger i Kaliningrad oblast, der er en russisk eksklave mellem Polen og Litauen. 
Bagrationovsk ligger ca. 40 kilometer syd for byen Kaliningrad tæt ved grænsen til Polen. Byen har et indbyggertal på 6.379 (2023) indbyggere. Den blev grundlagt i 1336  og fik bystatus i 1585. Bagrationovsk er hovedby i Bagrationovsk rajon i Kaliningrad oblast.